# Lycopodium papuanum
Lycopodium papuanum är en lummerväxtart som beskrevs av Hermann Nessel. Lycopodium papuanum ingår i släktet lumrar, och familjen lummerväxter. Inga underarter finns listade i Catalogue of Life.